# Institutsgebäude Universitätsstraße 25

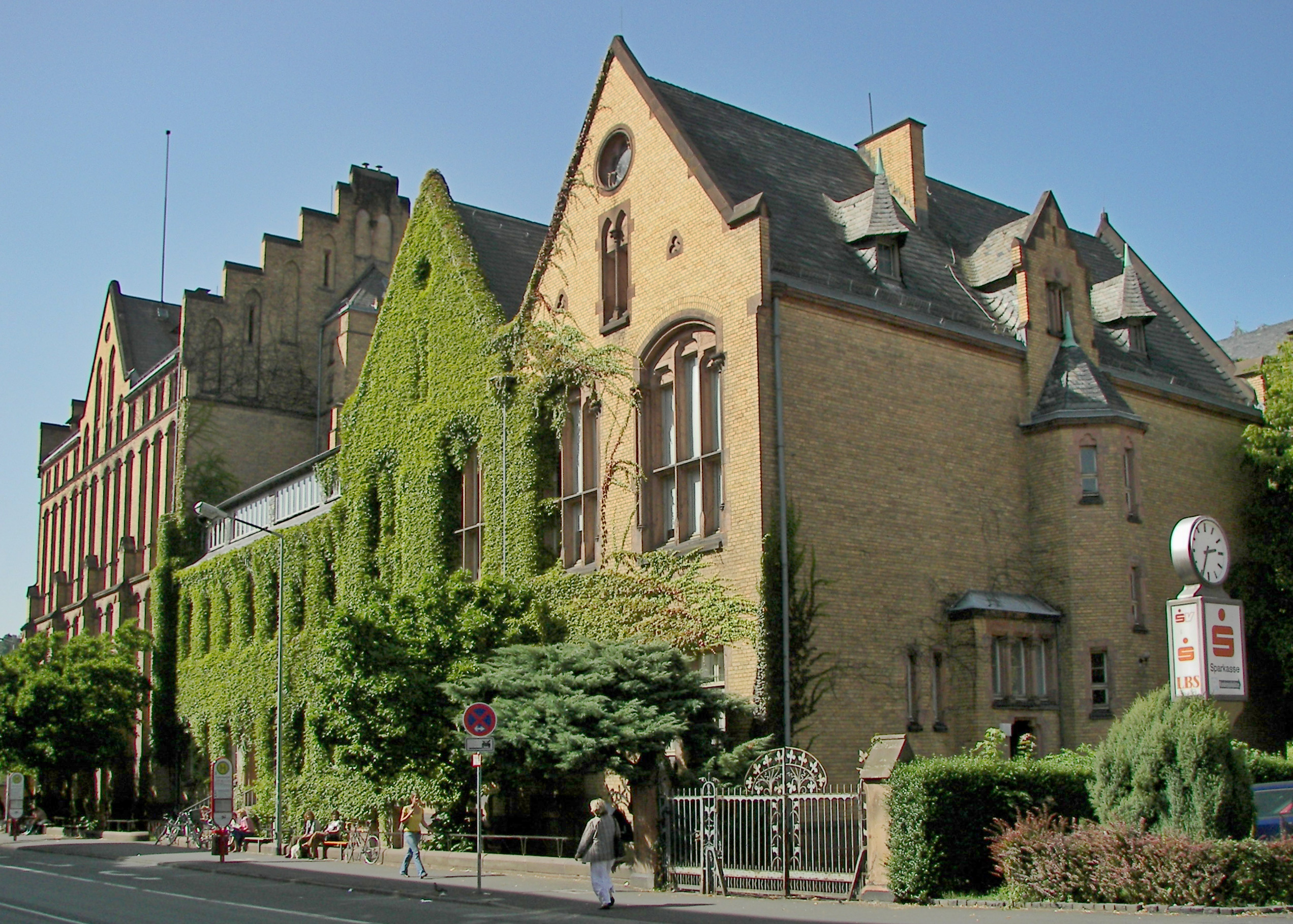
Das Gebäude, im Vordergrund der Flügel für die Lesesäle

Das Institutsgebäude Universitätsstraße 25 in Marburg ist ein ehemaliges Universitätsbibliotheksgebäude der Philipps-Universität Marburg. Es wurde von 1897 bis 1900 errichtet und wird heute vom Fachbereich Wirtschaftswissenschaften genutzt. Das Gebäude gilt als Beispiel für den historistischen Baustil der späten Gründerzeit und ist sowohl äußerlich als auch im Inneren weitgehend original erhalten. Es wurde als Kulturdenkmal ausgewiesen, da es geschichtliche, künstlerische und städtebauliche Bedeutung besitzt. Das Gebäude ist auch als Wilhelm-Röpke-Haus oder Alte Staatsbibliothek bekannt.

## Geschichte
Ende des 19. Jahrhunderts stieß die Universitätsbibliothek Marburg im ehemaligen Barfüßerkloster an ihre räumlichen Grenzen. Seit 1888 wurden alternative Standorte geprüft und Bauprogramme entwickelt, die auch unterschiedliche Regalsysteme testeten.
1897 entschied das zuständige Ministerium, das Gebäude an der Universitätsstraße 25 zu errichten, südlich des ehemaligen Klosters. Die Bauleitung übernahmen Bernhard Zölffel und Aegidius Hubert Gronewald sowie Regierungsbaumeister Johann Friedrich Neuhaus. Für das achtgeschossige Büchermagazin wurde ein selbsttragendes Stahlgerüst errichtet, das die späteren Sandsteinfassaden trug. Das Sandsteinmaterial für den Sockel stammte aus dem Gisselberger Steinbruch.
Die Bauarbeiten begannen im Juli 1897. Das gewählte Regalsystem Lipman konnte rund 380.000 Bände aufnehmen. Die Stahlträger lieferte die Firma Klein aus Marburg, die Betondecken baute die Firma Beton- und Monierbau Berlin. Lokale Schreiner-, Zimmerer- und Bildhauerfirmen führten die Innenausstattung aus. Die Einweihung erfolgte am 1. März 1900. Bis in den Ersten Weltkrieg besaß das Gebäude Gasbeleuchtung, 1907 erfolgte der Anschluss an das Stromnetz, womit auch das Magazin beleuchtet werden konnte.
Um 1914 ist eine Wohnung im Gebäude nachgewiesen, in der ein Bibliotheksdiener wohnhaft war. Während des Zweiten Weltkriegs wurde der wertvollere Buchbestand ausgelagert, zudem entstand im Keller ein Bunker für etwa 100 Personen. Bomben- und Granateneinschläge beschädigten das Gebäude am 12. und 28. März 1945 nur leicht. Nach dem Zweiten Weltkrieg diente das Gebäude zeitweise als Lager für die ausgelagerten Bestände der Preußischen Staatsbibliothek Berlin. 1953 wurde das Dach über dem Mitteltrakt mit einer durchgehenden Dachgaube versehen, um den Lichteinfall in den Innenräumen zu verbessern.
Nach dem Krieg kehrte die Marburger Universitätsbibliothek nicht mehr in das Gebäude zurück, sondern war erst im Gebäudes des Hessischen Staatsarchivs am Friedrichsplatz und dann in einem 1967 eingeweihten Neubau an der Wilhelm-Röpke-Straße 4 untergebracht. Am 1. Juli 1977 wurde das ehemalige Bibliotheksgebäude in der Universitätsstraße wieder der Universität überlassen. Seitdem dient das Gebäude der Philipps-Universität wieder für universitäre Zwecke, insbesondere für die Wirtschaftswissenschaften einschließlich Bibliothek, Dekanat und Lehrsälen.

## Architektur
Der unverputzte Gelbziegelbau gliedert sich in drei Hauptbereiche, die sowohl funktional als auch gestalterisch differenziert sind: 
- Das achtgeschossige, traufständige Büchermagazin ist der Kernbau für die Aufbewahrung der Bücher. Die Fassade ist durch schmale, regelmäßig angeordnete Fenster, teilweise als Strebepfeiler ausgebildete Mauerstreifen und Staffelgiebel an den Schmalseiten geprägt. Diese Elemente verleihen dem massiven Baukörper vertikale Betonung und Stabilität. Das Fassadenraster spiegelt die innere Aufteilung in Regale und Gänge wider. Die sieben Magazingeschosse kommen an der Fassade kaum zum Ausdruck; niedrige Brüstungen und übereinander angeordnete Fenster erwecken den Eindruck von zwei überhohen Geschossen.[6][3][1]

- Der mittlere Eingangstrakt, traufständig ausgeführt, vermittelt zwischen Magazinbau und Lesesälen. Er beherbergt Verwaltungsräume und das Haupteingangspodium. Symmetrische Fensterachsen, dekorative Sandsteinelemente und ein großzügiges Portal betonen die Repräsentativität.[6][1]

- Der giebelständige Flügel für die Lesesäle ist durch hohe Fenster, Giebel und ein straßenseitiges Zwerchhaus charakterisiert. Die Giebelfronten sind reich gegliedert, wodurch die Lesesäle optimal von Tageslicht durchflutet werden. Einige originale Buntglasfenster sind noch erhalten. Zwei schmale, giebelständige Nebengebäude ergänzen den östlichen Lesesaaltrakt.[6][2][1]

### Baustil
Die Fassaden zeigen eine klare funktionale Gliederung und orientieren sich an der norddeutschen Backsteingotik. Charakteristisch sind Staffelgiebel, Strebepfeiler und symmetrische Fassadenachsen. Historistische Elemente wie ornamentale Fensterrahmen und Sandsteindekore an Giebeln verbinden Ästhetik und Funktionalität. Die Abwechslung zwischen trauf- und giebelständigen Baukörpern betont die unterschiedlichen Funktionen. Neogotische Formen waren typisch für die Pläne der preußischen Staatsbauverwaltung für die Marburger Universität um 1900.

### Innenausstattung
Lesesäle und Verwaltungsräume verfügen über hohe Räume, dekorierte Kapitelle, farbige Verglasungen und geschmiedete Treppengeländer. Das Magazin ist mit Stahlregalen ausgestattet, die für bis zu 380.000 Bände konzipiert wurden. Auch die originalen Balkone, die zum Ausklopfen der Bücher gedacht waren, sind erhalten. Die Eingangstür des Lesetrakts stammt aus der Erbauungszeit.

## Denkmalschutz
Das ehemalige Universitätsbibliotheksgebäude an der Universitätsstraße 25 ist aufgrund seiner historischen, künstlerischen und städtebaulichen Bedeutung als Kulturdenkmal ausgewiesen.
Viele ehemals in der Stadt vorhandenen Backsteinbauten, wie beispielsweise die Stadtsäle von 1894 oder die alte Elisabethschule von 1876 in der unmittelbaren Nachbarschaft des Universitätsbibliotheksgebäudes sind nicht mehr erhalten, wodurch das Gebäude in seiner Umgebung hervorsticht.
In den 1960er und 1970er Jahren wurde im Zuge von Neubauplanungen über einen Abriss des Bestandsgebäudes nachgedacht. Es wurde überlegt, das Gebäude der Stadt für die Errichtung sozialer Einrichtungen und den Bau einer Tiefgarage zu überlassen. Ein solcher Plan konnte jedoch aufgrund von Protesten der Marburger Öffentlichkeit nicht umgesetzt werden.